# Wawel (Zuglauf)

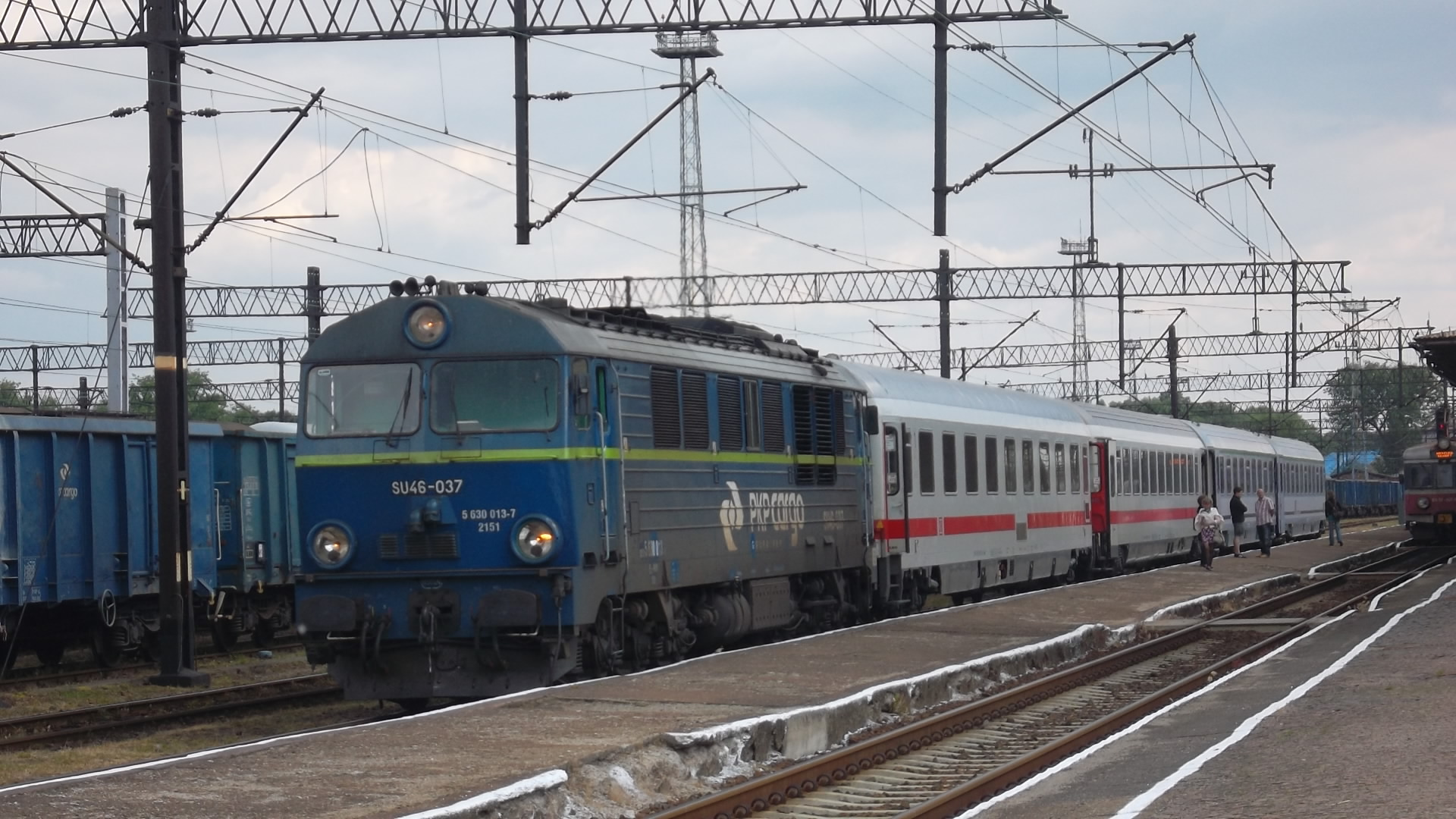
EC Wawel im Bahnhof Węgliniec (Aufnahme 2012)

Der EuroCity Wawel ist ein internationaler Expresszug, der nach der ehemaligen Residenz der polnischen Könige in Krakau Wawel benannt wurde. Seit 1995 verband er zunächst als InterCity die Städte Hamburg, Berlin, Breslau und bis 2012 Krakau miteinander. 2006 wurde er von den beteiligten Bahngesellschaften DB Fernverkehr und PKP Intercity zum EuroCity aufgewertet. Zwischen Dezember 2014 und Dezember 2020 wurde diese Zugverbindung nicht angeboten. Seit Dezember 2020 verkehrt er wieder zwischen Berlin und Krakau und seit Dezember 2021 weiter bis Przemyśl.

## Route
Der „Wawel“ veränderte mehrfach seinen Laufweg:
Zwischen Hamburg und Berlin wurde er nicht über die von den anderen Fernzügen befahrene Direktverbindung Berlin–Hamburg, sondern über Lüneburg und die Bahnstrecke Stendal–Uelzen geführt. Er integrierte damit die Stadt Salzwedel in den Schienenpersonenfernverkehr. Zeitweise war die brandenburgische Landeshauptstadt Potsdam in seinen Laufweg eingebunden. Östlich von Berlin verkehrte der „Wawel“ zunächst über Frankfurt (Oder) und anschließend über die Bahnstrecke Rzepin–Wrocław.
Seit 2001 wurde er über Cottbus geführt, womit die Lausitz in den Schienenpersonenfernverkehr integriert war. Östlich von Cottbus verlief sein Laufweg zunächst über den Grenzbahnhof Forst und weiter via Żary, Żagań und Legnica nach Breslau.
2010 bis zur Einstellung der Verbindung wurde er wegen des deutlich besseren Ausbauzustandes ab Żary über den Bahnhof Węgliniec geführt. Ab Breslau wurde der „Wawel“ zwischen 1995 und 2012 über Katowice bis zum Krakauer Hauptbahnhof verlängert.
Obwohl der Zug zwischen 2012 und 2014 den namensgebenden Endpunkt nicht mehr erreichte, behielt er seinen angestammten Namen bei.

## Einstellung 2014–2020
Der Zug war deutlich langsamer unterwegs als die in den 1930er Jahren zwischen Berlin und Oberschlesien verkehrenden Schnelltriebwagen. Die Fahrzeit zwischen Berlin und Breslau lag aufgrund der östlich von Cottbus bestehenden Elektrifizierungs- und Ausbaulücke und des damit verbundenen zweimaligen Lokwechsels bei etwa fünf Stunden. Damit war der Zug spätestens nach der Fertigstellung der parallelen Autobahn fahrzeittechnisch kaum noch konkurrenzfähig.
Mit der Aufgabe der Durchbindung nach Krakau sanken die Fahrgastzahlen weiter. DB Fernverkehr setzte schließlich selbst einen parallelen IC Bus ein, der in direkter Konkurrenz zur Zugverbindung stand. Zum Fahrplanwechsel im Dezember 2014 folgte daher seine Einstellung.
Die Industrie- und Handelskammer Cottbus setzte sich für seine Wiedereinführung ein.

## Wiederaufnahme des Verkehrs
Ab Fahrplanwechsel im Dezember 2020 wird der Zug wieder angeboten (EC 56 „Wawel“, EC 57 „Wawel“). Der Laufweg führt von Berlin über Frankfurt (Oder) – Zielona Góra – Wrocław – Opole – Katowice bis nach Kraków. Mit einer Fahrzeit zwischen Berlin und Krakau von ca. 7 Stunden und ca. 4 Stunden zwischen Berlin und Breslau ist der Zug erheblich schneller als vor 2014. Zum Fahrplanwechsel 2021/22 wurde der Zuglauf bis nach Przemyśl verlängert.
Seit dem Fahrplanwechsel im Dezember 2023 verkehrt in etwa in der Zeitlage des bisherigen ÖBB-Nightjet eine weitere Früh- bzw. in der Gegenrichtung Spätverbindung von Kraków über Wrocław und Frankfurt (Oder) nach Berlin unter dem Namen „EC Odra“ (EC 54/55).

## Kulturzug
Aus Anlass der Ernennung Breslaus zur Kulturhauptstadt Europas 2016 verkehrt seit dem 30. April 2016 auf dem alten Laufweg von Berlin bis Breslau samstags und sonntags ein Kulturzug (polnisch Pociąg do kultury, „Zug zur Kultur“) mit besonderen Programmangeboten. Seit Dezember 2018 fährt dieser Zug auch freitags. Als Interregio-Express ist er jedoch ein Nahverkehrszug und wurde bis Ende 2019 mit der Triebwagenbaureihe 628 gefahren. Die Fahrzeit zwischen Berlin und Breslau liegt wiederum bei etwa fünf Stunden. Seit Dezember 2019 kommen klimatisierte Triebwagen der moderneren Baureihe 642 zum Einsatz, die zuvor zwischen Dresden und Breslau verkehrten.